# Carl Edward Hellmayr
Carl Edward (ou Eduard) Hellmayr est un zoologiste autrichien, né en 1878 à Vienne (Autriche-Hongrie), et mort en 1944 à Orselina près de Locarno (La Suisse).

## Biographie
Hellmayr devient le conservateur du Field Museum de Chicago en 1922. Il est spécialiste des oiseaux néotropicaux. Parmi ses publications, il faut citer Catalogue of Birds of the Americas and the Adjacent Islands et, avec Henry Boardman Conover (1892-1950), The Birds of Chile. Il reçoit, en 1929, la médaille Brewster décernée par l'American Ornithologists' Union.

## Espèces éponymes
- Le Pipit de Hellmayr (Anthus hellmayri) (dédié par Ernst Hartert en 1909) ;
- Le Synallaxe de Hellmayr (Gyalophylax hellmayri) (dédié par Othmar Reiser en 1905) ;
- La Conure de Hellmayr (Pyrrhura amazonum) ;
- Le Tyranneau de Hellmayr (Mecocerculus hellmayri).

## Source
- (en) Cet article est partiellement ou en totalité issu de l’article de Wikipédia en anglais intitulé « Carl Eduard Hellmayr » (voir la liste des auteurs).